# アレグザンダー・マクドナルド (初代マクドナルド男爵)

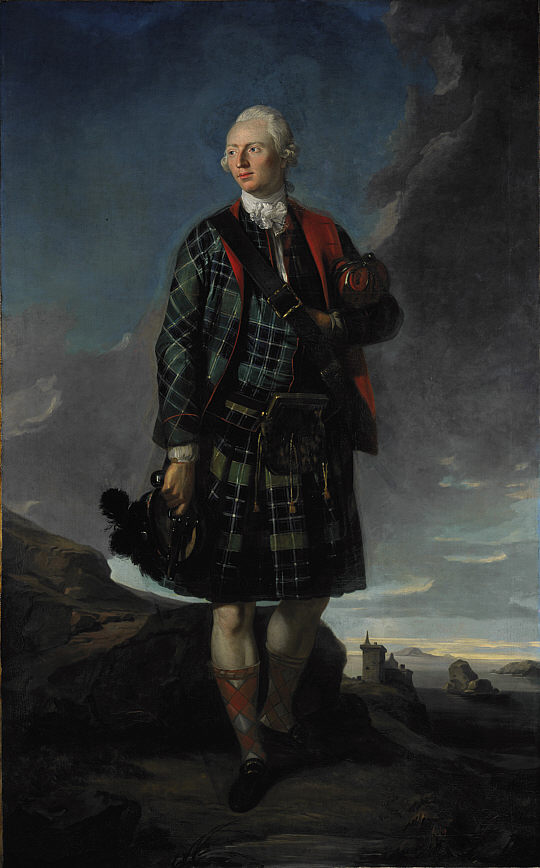
初代マクドナルド男爵アレグザンダー・マクドナルド（ジョージ・チャルマーズ画）

初代マクドナルド男爵アレグザンダー・マクドナルド（英: Alexander Macdonald, 1st Baron Macdonald、1745年頃 - 1795年9月12日）は、イギリスの貴族、陸軍軍人。

## 経歴
スコットランドのマクドナルド氏族の分流の一つであるスリートのマクドナルド氏族の14代族長である第7代準男爵サー・アレグザンダー・マクドナルドとその妻マーガレット（第9代エグリントン伯爵アレグザンダー・モントゴメリーの娘)の間の三男として1745年頃に生まれた。兄に8代準男爵を継承するジェイムズ・マクドナルドがいる。
イートン校を卒業した。コールドストリームガーズやロイヤル・カンパニー・オブ・アーチャーズで陸軍軍人として勤務し、少将(Brigidier-General)まで昇進した。
1766年7月26日の兄の死により第9代準男爵位を継承した。1776年7月25日にアイルランド貴族爵位マクドナルド男爵に叙された。
1795年9月12日に死去した。爵位は長男アレグザンダー・マクドナルドが継承した。

## 栄典

### 爵位・準男爵位
1766年7月26日に以下の準男爵位を継承した。
- (インヴァネス州スカイ島におけるスレイトの)第9代準男爵
(9th Baronet "of Slate, in the Isle of Skye, County of Inverness")
(1625年7月14日の勅許状によるノヴァスコシア準男爵)

1776年7月25日に以下の爵位を新規に叙された。
- アントリム県におけるスレイトの初代マクドナルド男爵
（1st Baron Macdonald, of Slate in the County of Antrim）
(勅許状によるアイルランド貴族爵位)

## 家族
1768年にエリザベス・ボスヴィルと結婚。彼女との間に第2代マクドナルド男爵を継承する長男アレグザンダー・マクドナルド、第3代マクドナルド男爵位を継承する次男ゴドフリー・マクドナルド以下6男3女を儲けた。